# Darginci
Darginci su kavkaski narod, koji pretežno živi u Rusiji, odnosno u autonomnoj republici Dagestan, u kojoj čine 16% stanovništva, i u kojoj predstavljaju drugi narod po brojnosti, poslije Avara (28%). Darginci su većinom islamske vjeroispovesti, a govore darginskim jezikom, koji spada u dagestansku grupu sjevernokavkaske porodice jezika.
Ukupno ih ima oko 288.000.